# Zumpano
Zumpano es una localidad italiana de la provincia de Cosenza, región de Calabria, con 2.275 habitantes.

## Evolución demográfica
| Gráfica de evolución demográfica de Zumpano entre 1861 y 2001 |
|                                                               |
| Fuente ISTAT - Elaboración gráfica por parte de Wikipedia     |